# Гросбрайтенбах
Гросбрайтенбах (нім. Großbreitenbach) — місто в Німеччині, розташоване в землі Тюрингія. Входить до складу району Ільм. Центр об'єднання громад Гросбрайтенбах.
Площа — 19,62 км2. Населення становить Невірний параметр metadata 16 070 025 ос. (станом на 31 грудня 2021).

## Галерея

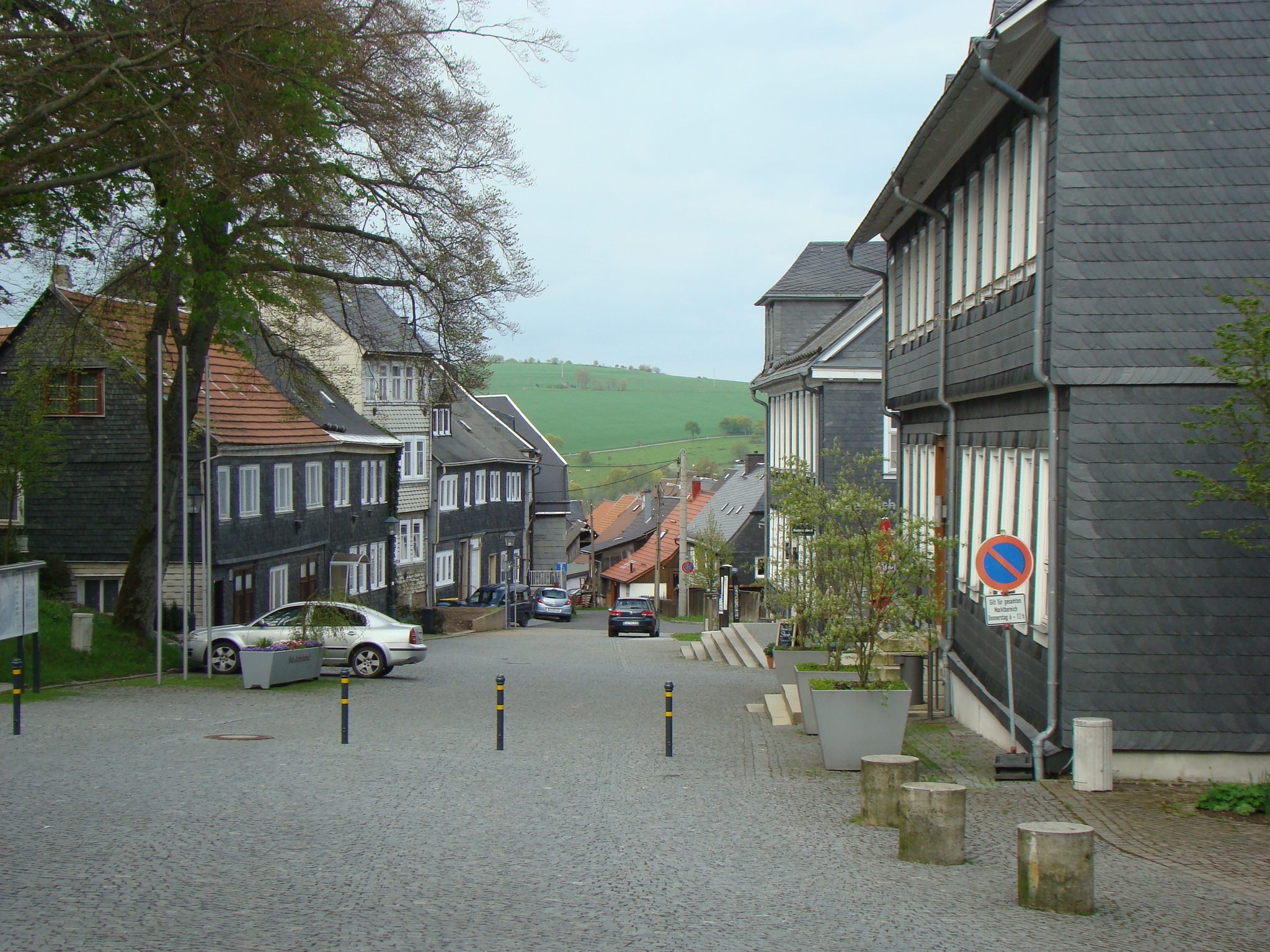
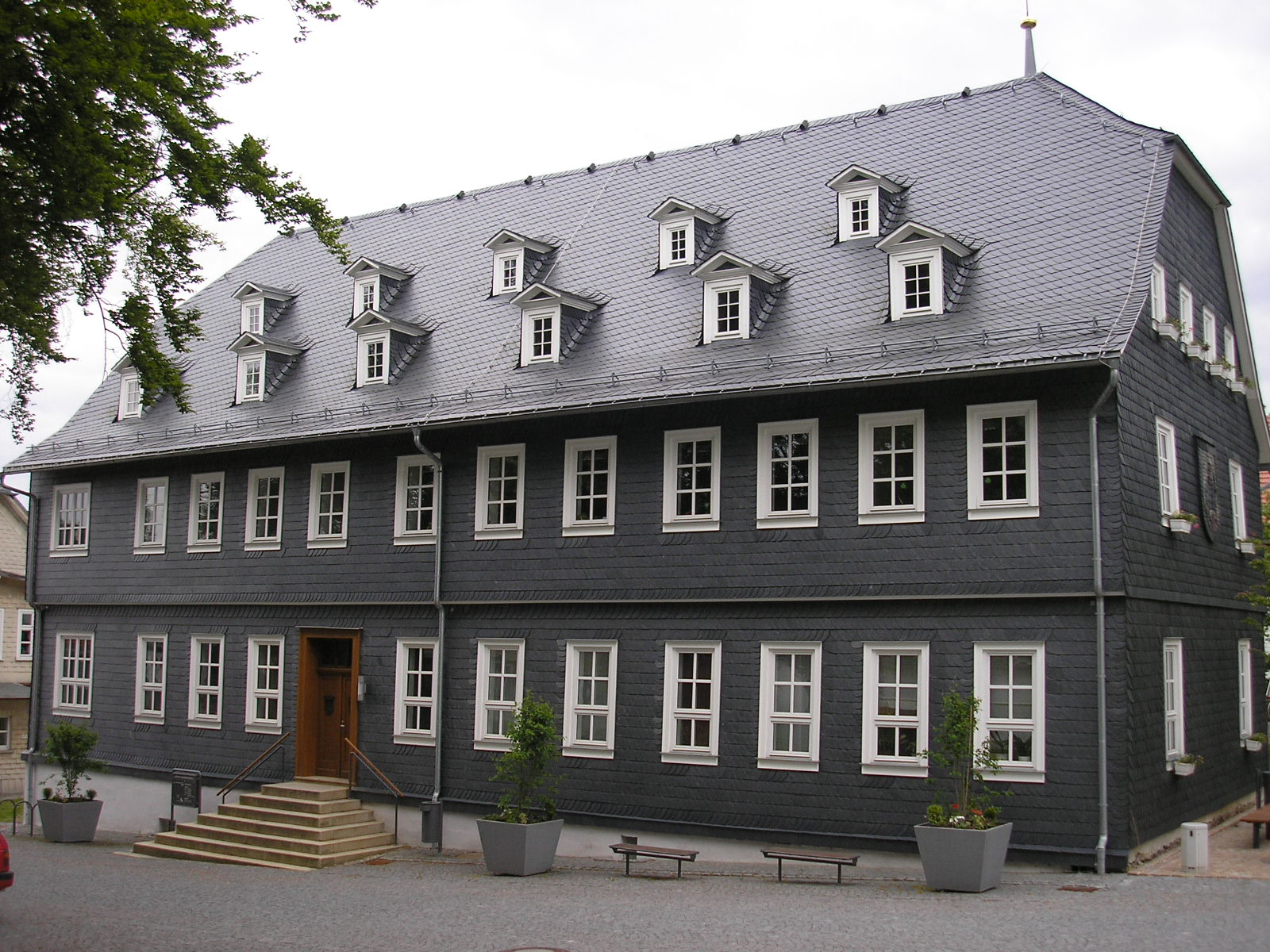
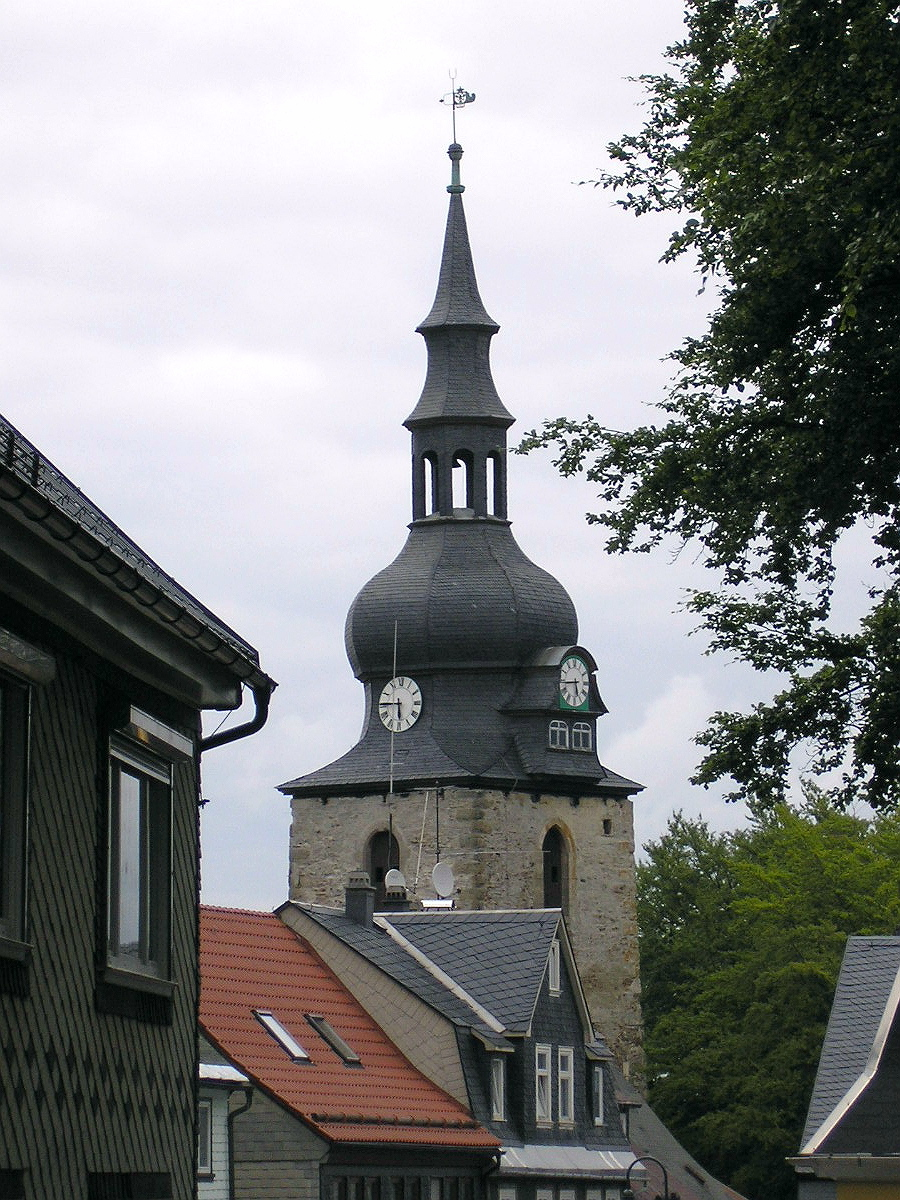
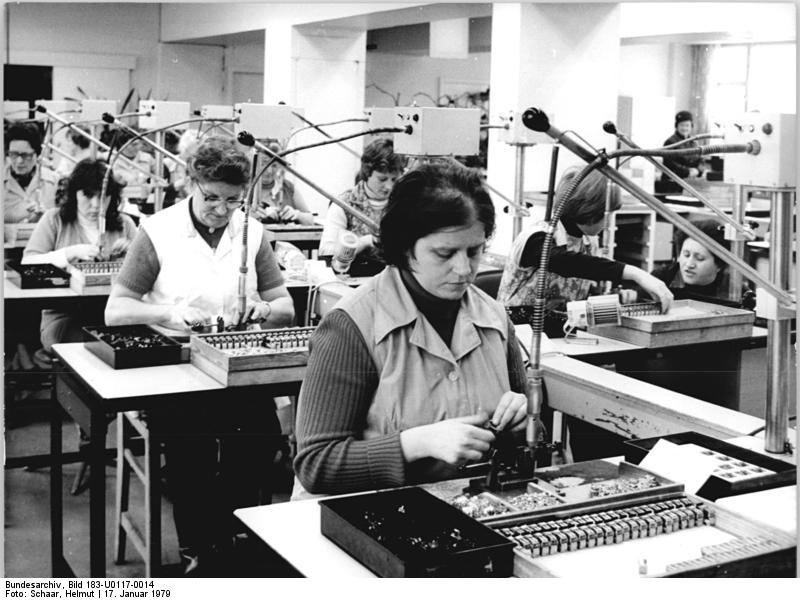
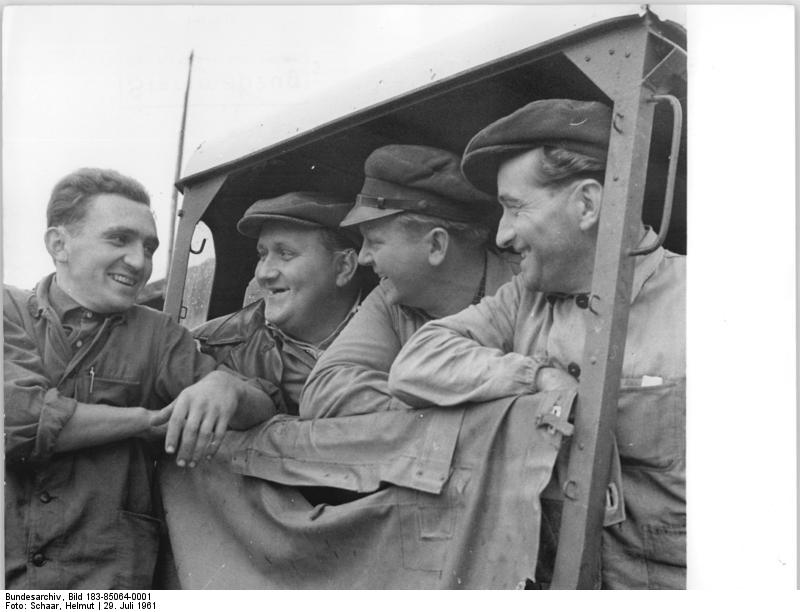
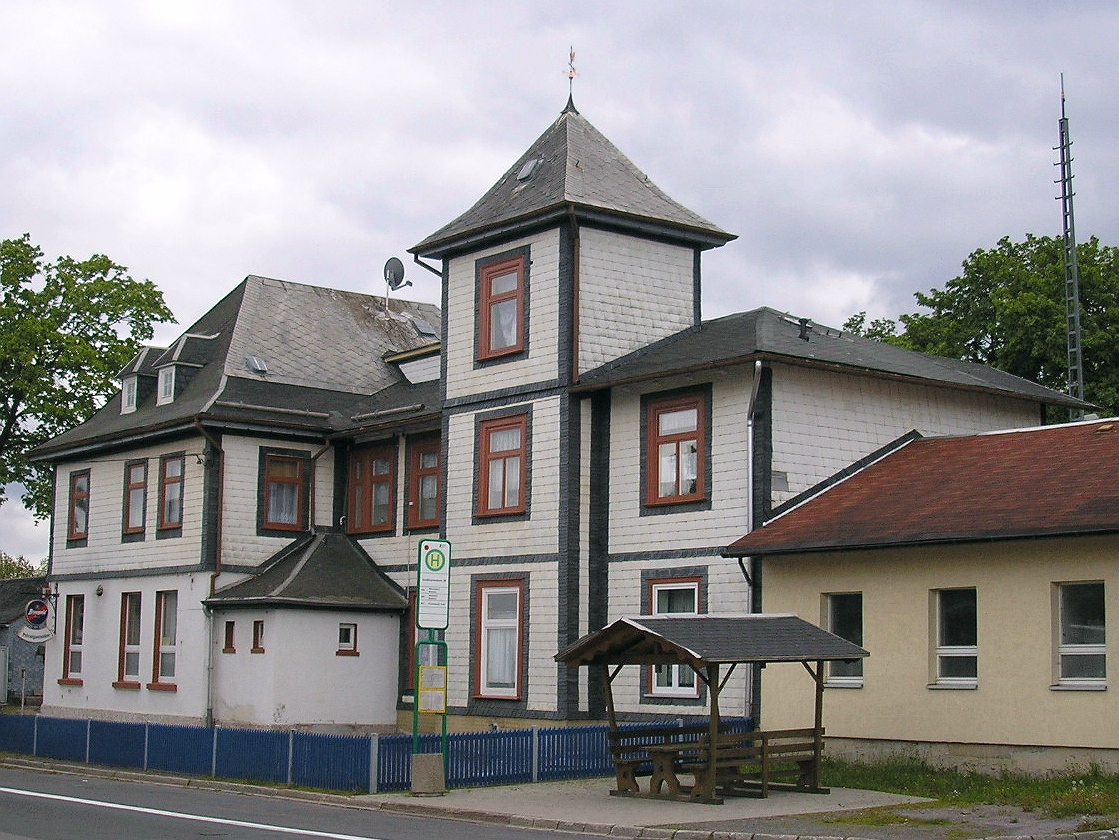